# Kafr Kasim
Kafr Kasim (hebrejsky כַּפְר קָסִם nebo כפר קאסם, arabsky كفر قاسم, v oficiálním přepisu do angličtiny Kafar Qasem, přepisováno též Kafr Qasim, Kafr Qassem, Kufur Kassem nebo Kafar Kassem) je město v Izraeli, v  Centrálním distriktu.

## Geografie
Město leží v nadmořské výšce 116 metrů, cca 20 kilometrů severovýchodně od centra Tel Avivu, v metropolitní oblasti Guš Dan. Leží na okraji územně souvislého pásu městského osídlení aglomerace Tel Avivu, v místech kde Izraelská pobřežní planina přechází v pahorky v předpolí Samařska. Město je situováno na pomezí Zelené linie, která odděluje Izrael v jeho mezinárodně uznávaných hranicích od území Západního břehu Jordánu. Na severu a západě je lemováno zemědělsky obhospodařovanou krajinou, na jihu přímo sousedí s městem Roš ha-Ajin.
Kafr Kasim leží na jižním okraji oblasti nazývané Trojúhelník, obývané izraelskými Araby. Osídlení na západní a jižní straně je ryze židovské.
Město je napojeno na četné dálniční a silniční dopravní tahy v aglomeraci Tel Avivu. Ve východozápadním směru je to dálnice číslo 5, která potom pokračuje na Západní břeh Jordánu jako takzvaná Transsamařská dálnice. V severojižním směru je to dálnice číslo 6 (takzvaná "Transizraelská dálnice"), která probíhá západně od města.

## Dějiny
Kafr Kasim vznikl jako arabská vesnice před cca 300 lety. Podle některých teorií navazuje na samařskou vesnici Kfar Kesem. V roce 1949 se po podepsání dohod o příměří, které ukončily první arabsko-izraelskou válku stal součástí státu Izrael, přičemž ale jeho arabská populace byla zachována. 
29. října 1956 během Suezské krize došlo v obci k masakru, kdy Izraelská hraniční policie, která na obec uvalila preventivní zákaz vycházení, zahájila střelbu do vesničanů, kteří se vraceli z práce domů. Při zásahu bylo zabito 43 lidí. Izrael přiznal, že k útoku došlo až po skončení Suezské krize. Podle arabských zdrojů při zásahu zemřelo 49 lidí. V listopadu 1957 se v Kafr Kasim konal ceremoniál, při kterém se zastupci hraniční policie za masakr omluvili. V říjnu 1958 pak byli viníci střelby odsouzeni k nepodmíněným trestům. Místní obyvatelé přesto stále považují reakci izraelských oficiálních míst za nedostatečnou.  Zejména proto, že pohraničníci pak byli omilostněni izraelským prezidentem.
V roce 2006 nařídila tehdejší izraelská ministryně školství Juli Tamir učitelům na středních školách v Izraeli, aby k 50. výročí masakru o této historické události diskutovali se studenty. 
V roce 1959 byl Kafr Kasim povýšen na místní radu (malé město). V Kafr Kasim bylo místním aktivistou Abdullahem Nimarem Darwishem roku 1970 založeno Islámské hnutí v Izraeli. Další zakladatel hnutí Ibrahim Sarsur se v roce 1989 stal starostou města. Město vedlo se sousedním židovským městem Roš ha-Ajin spor o jurisdikci nad pozemky na pomezí obou sídel. V březnu 2008 získal Kafr Kasim statut městské rady (tedy velkého města).

## Demografie
Kafr Kasim je město s ryze arabskou populací. Podle údajů z roku 2005 tvořili 100 % obyvatel v Kafr Kasim
muslimští Arabové. Jde o středně velké sídlo městského typu s dlouhodobě rostoucí populací. K 31. prosinci 2017 zde žilo 22 700 lidí.
Do města přicházejí z jižního Izraele arabští Beduíni, kteří se zde trvale usazují a zvyšují populační růst.
| Rok            | 1922 | 1931 | 1945  | 1961  | 1972  | 1983  | 1995   |
| -------------- | ---- | ---- | ----- | ----- | ----- | ----- | ------ |
| Počet obyvatel | 661  | 989  | 1 460 | 2 632 | 4 865 | 7 538 | 11 809 |

| Rok            | 2001   | 2003   | 2004   | 2005   | 2006   | 2007   | 2008   | 2009   | 2010   | 2011   | 2012   | 2013   | 2014   | 2015   | 2016   | 2017   |
| -------------- | ------ | ------ | ------ | ------ | ------ | ------ | ------ | ------ | ------ | ------ | ------ | ------ | ------ | ------ | ------ | ------ |
| Počet obyvatel | 15 200 | 16 250 | 16 752 | 17 206 | 17 655 | 18 120 | 18 546 | 18 840 | 19 400 | 20 000 | 21 100 | 21 000 | 21 400 | 21 800 | 22 300 | 22 700 |

* údaje od roku 2010 zaokrouhleny na stovky